# Qingxi Hongjin
Qingxi Hongjin (chiń. 清溪洪進; pinyin Qīngxī Hóngjìn; kor. 청계홍진 Ch'ŏnggye Hongjin; jap. Shōkei Kōjin; wiet. Thanh Khe Hồng Tiến, zm. 954) – chiński mistrz chan z południowej szkoły chanu znany także jako Jinshan.

## Życiorys
Był uczniem, głównym mnichem i osobistym służącym Luohan Guichena. Jego pierwsze spotkanie z mistrzem Luohanem (znanym także jako Dizang) nastąpiło, gdy podczas wedrowki podjętej wspólnie z Fayanem i Longjim musieli szukać schronienia w klasztorze Dizang czasie śnieżycy. W czasie rozmowy z mistrzem Luohanem oświecenie urzeczywistnia jednak Longji (zwany także Xiushanem).
Informacje o jego życiu są bardzo skąpe. Pojawia się 70 przypadku (Koanie) w Congrong lu zatytułowanym „Jinshan pyta o naturę życia”. Ta sama historia pojawia się także w Wudeng Huiyuan, chociaż jest opowiedziana nieco inaczej.
Jinshan spytał Xiushana: „Jasno rozumiem, że natura życia jest nienarodzona, dlaczego zatem istnieje strumień narodzin i śmierci?”
Xiushan powiedział: „Te kielki bambusa później stana się bambusem, więc jeśli spróbujesz ich użyć teraz do obwiązywania, czy będą działać skutecznie?”
Jinshan powiedział: „W przyszłości będziesz oświecony sam z siebie”.
Xiusha powiedział: „Jestem tym, którego widzisz. Co masz na myśli?”
Jinshan powiedział: „To jest pokój kierownika. A ten jest głównego kucharza.”
Xiushan pokłonił się.
Po objęciu stanowiska nauczyciela przez Jinshana, pewien mnich spytal go: „Wszyscy ślepo uganiają się za formą, każdy wykazuje jakieś błędne poglądy. Gdybyś ty nagle spotkał się z jasno widzącą osobą, co wtedy?”
Jingshan powiedział: „Musisz poprosić go o dziesięć kierunków.”
Mnich nazwiskiem Congyi zaczął zadawać wiele pytań.
Jinshan powiedział: „Co za łysa dupa!”
Congyi nagle osiągnął oświecenie.

## Linia przekazu Dharmy zen
Pierwsza liczba oznacza liczbę pokoleń mistrzów od 1 Patriarchy indyjskiego Mahakaśjapy.
Druga liczba oznacza liczbę pokoleń od 28/1 Bodhidharmy, 28 Patriarchy Indii i 1 Patriarchy Chin.
- 39/12. Xuefeng Yicun (822–908)
  - 40/13. Xuansha Shibei (835–908)
    - 41/14. Guotai Hongtao (bd)
    - 41/14. Luohan Guichen (867–928)
      - 42/15. Longji Shaoxiu (zm. 954)
      - 42/15. Qingxi Hongjin (zm. 954)
        - 43/16. Tianping Congyi (bd)

      - 42/15. Fayan Wenyi (885–958) szkoła chan fayan
        - 43/16. Qingliang Taiqin (zm. 974)
          - 44/17. Yunju Daoqi (929–997)
            - 45/18. Huiri Zhida (bd)
            - 45/18. Lingyin Wensheng (zm. 1025) autor Zongjing lu
            - 45/18. Longhua Wucheng (bd)
            - 45/18. Ruiyan Yihai (970–1025)